# حزقيال مانويل لوبيز
حزقيال مانويل لوبيز (بالإسبانية: Juan Manuel López)‏ هو سائق سيارة سباق أرجنتيني، ولد في 9 مارس 1980 في بوينس آيرس في الأرجنتين.

## وصلات خارجية
- حزقيال مانويل لوبيز على موقع DriverDB.com (الإنجليزية)